# Émir de Zazzau
LÉmir de Zazzau, aussi connu sous le nom de Sarkin Zazzau en haoussa, est le chef traditionnel basé à Zaria, qui était également connu sous le nom de Zazzau dans le passé. Si, dans les siècles passés, les émirs régnaient en tant que monarques absolus, de nos jours, les  émirs en particulier et les chefs traditionnels nigérians en général détiennent peu de pouvoir constitutionnel, mais exercent néanmoins une influence considérable sur le gouvernement en coulisses. La résidence de l'émir se trouve dans le palais historique de la ville de Zaria.

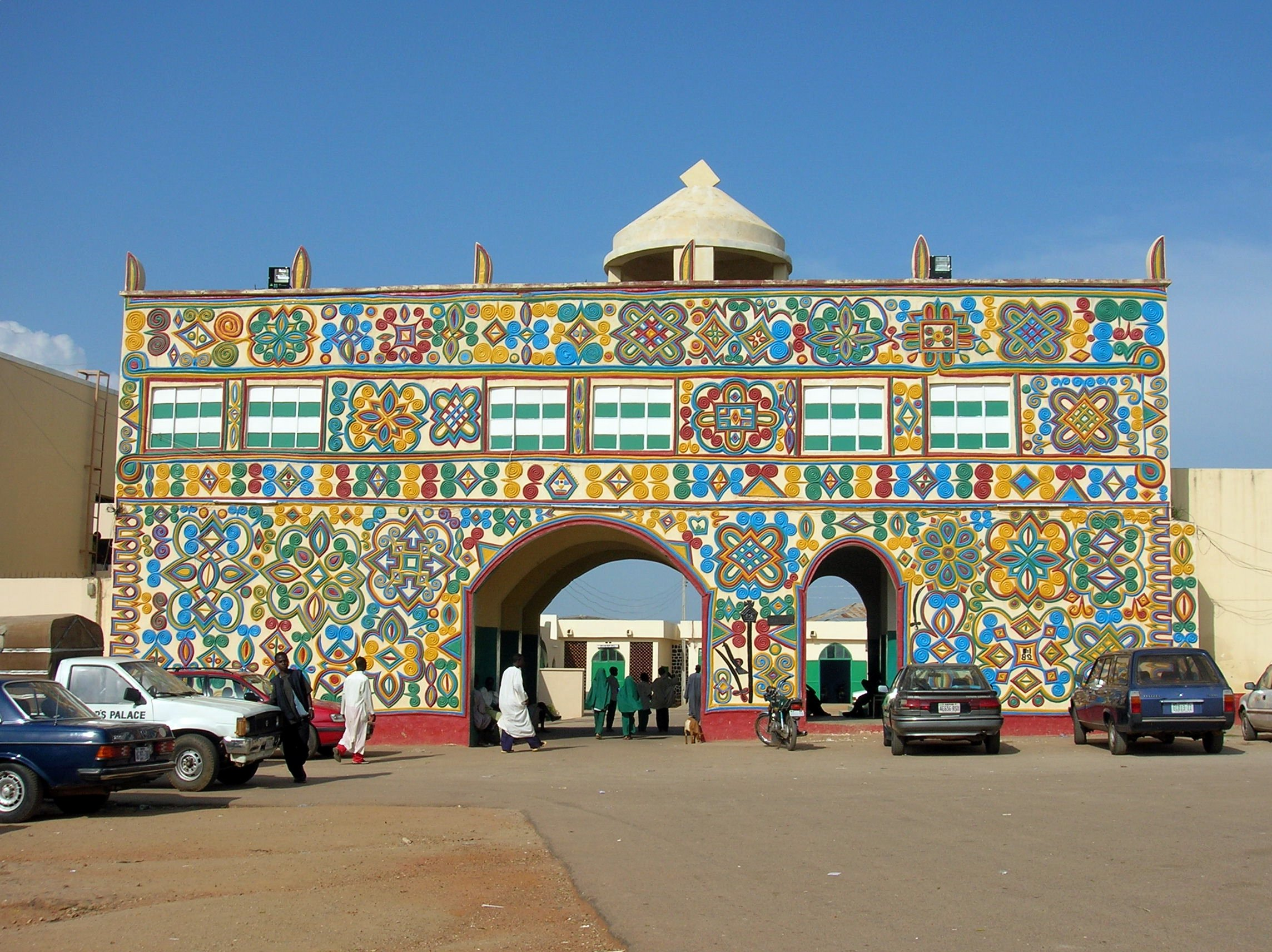
Porte d'entrée au palais de l’Émir de Zazzau

Shehu Idris est émir à partir de 1975 jusqu'à sa mort le 20 septembre 2020, à l'âge de 84 ans. Avec ses 45 de règne, Il est le monarque qui a régné le plus longtemps dans l'histoire de l'émirat de Zazzau. Pendant son règne à Zaria et dans les environs, il a privilégié la paix entre les différentes tribus qui vivent à Zaria.
À sa mort de Shehu Idriss le 20 septembre 2020, Le gouvernement de l'État de Kaduna a nommé Alhaji Ahmed Nuhu Bamalli 19e émir de Zazzau le 7 octobre 2020. Il devient ainsi, le premier émir de la maison régnante de Mallawa depuis 100 ans, à la suite du décès en 1920 de son grand-père, l'émir Dan Sidi,,.
L'émirat de Zazzau est situé dans le gouvernement local de Zaria, dans l'État de Kaduna. Les débuts de cet émirat remonterait au 15e siècle avec les principales tribus Hausa et Fulani.

## Histoire de Zazzau
L'émirat de Zazzau a traditionnellement commencé lorsque le roi Gunguma l'a fondé comme l'un des premiers Hausa Bakwar avec pour fonction de capturer des esclaves de tous les autres Hausa Barwar.